# Бронфенбреннер, Ури
Ури Бронфенбреннер (англ. Urie Bronfenbrenner; 29 апреля 1917, Москва, Россия, — 25 сентября 2005, Нью-Йорк, США) — американский психолог, специалист в области детской психологии, иностранный член Российской академии образования.

## Научная деятельность
Под влиянием работ Льва Выготского и Курта Левина создал психологическую теорию экологических систем, согласно которой «психологическая экология» человека рассматривается как совокупность таких подсистем как микросистема семьи, мезосистема локальной среды общения и проживания, экзосистема крупных социальных организаций и макросистема, формируемая совокупностью культурных обычаев, ценностей и обычаев (система экологических подсистем часто изображается в виде четырёх концентрических кругов). Инициатор разработки и внедрения в Соединённых Штатах общенациональной образовательной программы Хэд Старт (Head Start).
Поддерживал тесные личные связи и продуктивные профессиональные контакты с советскими учёными . Автор книги «Два мира детства. Дети в США и СССР» (М.: Прогресс, 1976; оригинал: Two Worlds of Childhood: US and USSR. Penguin, 1975).

## Публикации
- 1972. Two Worlds of Childhood. Simon & Schuster. ISBN 0-671-21238-9
  - Two Worlds of Childhood: US and USSR. Penguin (paperback, 1975). ISBN 0-14-081104-4
- 1973. Influencing Human Development. Holt, R & W. ISBN 0-03-089176-0
- 1975. Influences on Human Development. Holt, R & W. ISBN 0-03-089413-1
- 1979. The Ecology of Human Development: Experiments by Nature and Design. Cambridge, MA: Harvard University Press. ISBN 0-674-22457-4
- 1981. On Making Human Beings Human. Sage Publications Inc. ISBN 0-7619-2711-3
- 1996. The State of Americans: This Generation and the Next. New York: Free Press. ISBN 0-684-82336-5. Lony Tunes